# Le Brouilh-Monbert
Le Brouilh-Monbert là một xã trong vùng Occitanie, thuộc tỉnh Gers, quận Auch, tổng Auch-Sud-Ouest. Tọa độ địa lý của xã là 43° 40' vĩ độ bắc, 00° 23' kinh độ đông. Le Brouilh-Monbert nằm trên độ cao trung bình là 123 mét trên mực nước biển, có điểm thấp nhất là 115 mét và điểm cao nhất là 246 mét. Xã có diện tích 12,96 km², dân số vào thời điểm 1999 là 212 người; mật độ dân số là 16 người/km². Xã nằm 16 km về phía tây của Auch.

## Thông tin nhân khẩu
| 1962 | 1968 | 1975 | 1982 | 1990 | 1999 |
| ---- | ---- | ---- | ---- | ---- | ---- |
| 243  | 266  | 228  | 202  | 207  | 212  |